# Juniperus deppeana
Juniperus deppeana là một loài thực vật hạt trần trong họ Cupressaceae. Loài này được Steud. mô tả khoa học đầu tiên năm 1840.